# Piz Alv (Oberhalbsteiner Alpen)
Der Piz Alv ⓘ (rätoromanisch für Weisse Spitze) ist ein Berg östlich von Innerferrera im Kanton Graubünden in der Schweiz mit einer Höhe von 2854,5 m ü. M.

## Lage und Umgebung
Der Piz Alv gehört zur Piz Grisch-Gruppe, einer Untergruppe der Oberhalbsteiner Alpen. Über den Gipfel verläuft die Gemeindegrenze zwischen Ferrera und Surses. Der Piz Alv wird im Nordosten durch die Val Schmorras, im Süden durch die Val Starlera und im Nordwesten durch die Alp Mos eingefasst.
Zu den Nachbargipfeln gehören der Piz Settember, der Piz Mez, das Guggernüll und der Piz Grisch.
Talorte sind Ausserferrera und Innerferrera. Häufiger Ausgangspunkt ist Radons.

## Routen zum Gipfel

### Durch die Ostflanke
- Ausgangspunkt: Radons (1866 m)
- Route: Via Schmorras
- Schwierigkeit: EB
- Zeitaufwand: 3½ Stunden

### Über den Südgrat
- Ausgangspunkt: Innerferrera (1480 m) oder Fuorcla da Saletscha (2619 m)
- Schwierigkeit: EB/BG bis Fuorcla da Saletscha, dann L
- Zeitaufwand: 3½ Stunden von Innerferrera, ¾ Stunden von Fuorcla da Saletscha

### Über den Westgrat
- Ausgangspunkt: Ausserferrera (1300 m)
- Route: Via Alp Mos
- Schwierigkeit: L
- Zeitaufwand: 4¼ Stunden

### Winterroute
- Ausgangspunkt: Radons (1866 m, erreichbar mit den Anlagen von Savognin Bergbahnen)
- Route: Samnecs, via Ava da Schmorras bis zum Talhintergrund und dann zum Nordostgrat
- Schwierigkeit: Mittlerer Skifahrer
- Zeitaufwand: 4 Stunden

## Bilder

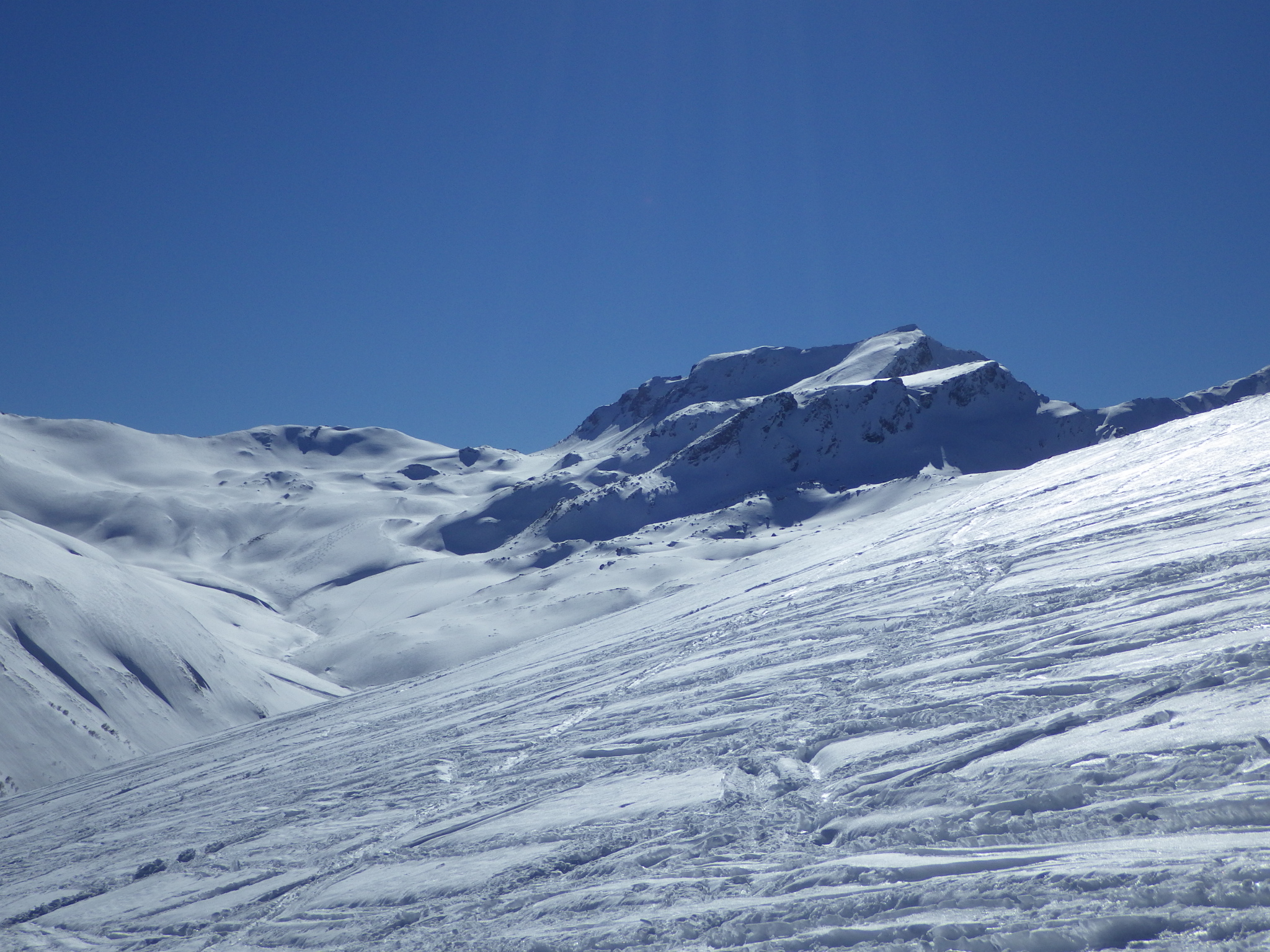
Piz Alv, aufgenommen von der Heidipiste (Skigebiet Savognin).
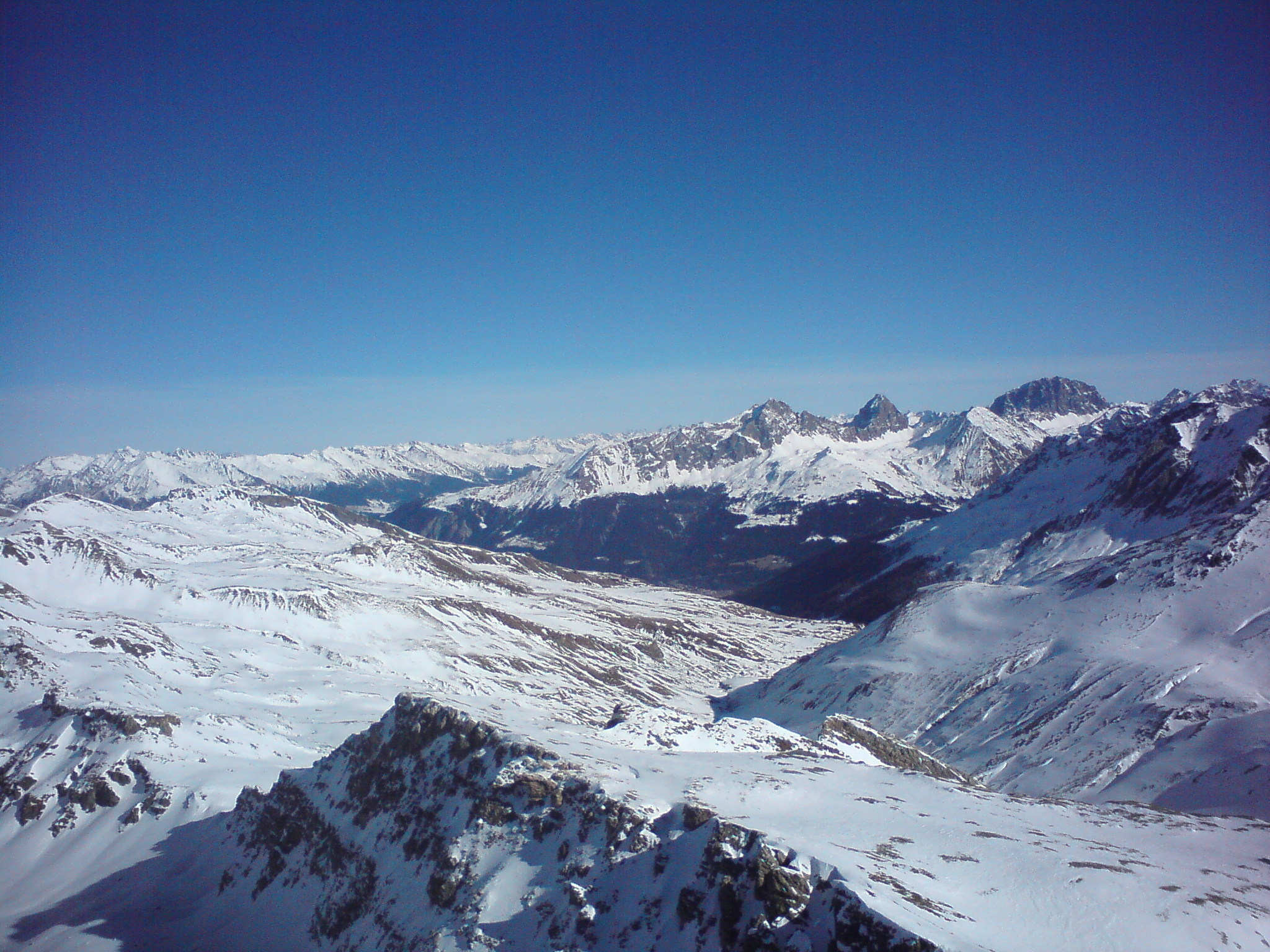
Sicht in Richtung Savognin ins Val Nandro. Im Hintergrund die Bergüner Stöcke.
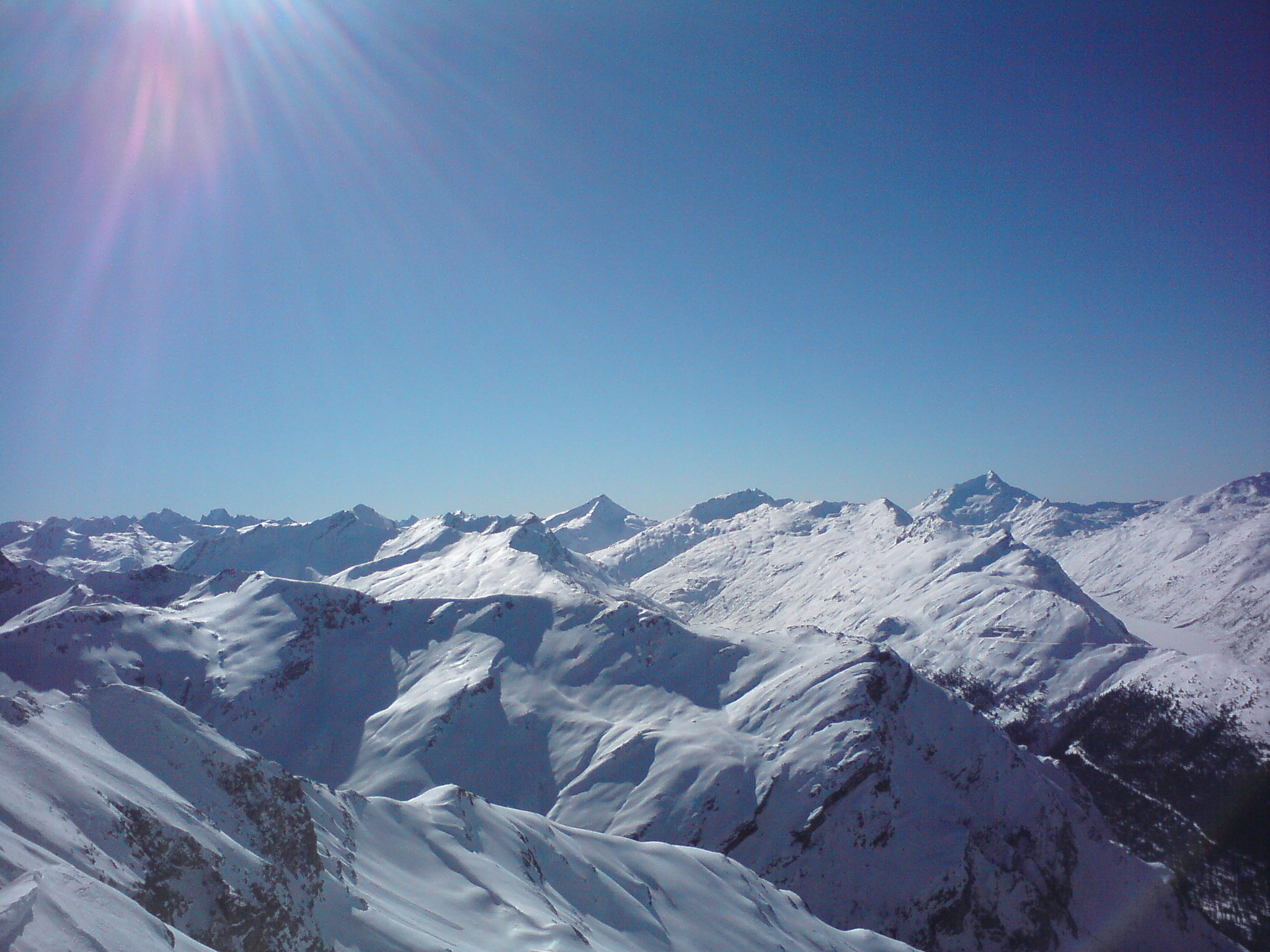
Vom Pizzo Badile über Pizz Gallagiun zum Pizzo Stella und Lago di Lei.
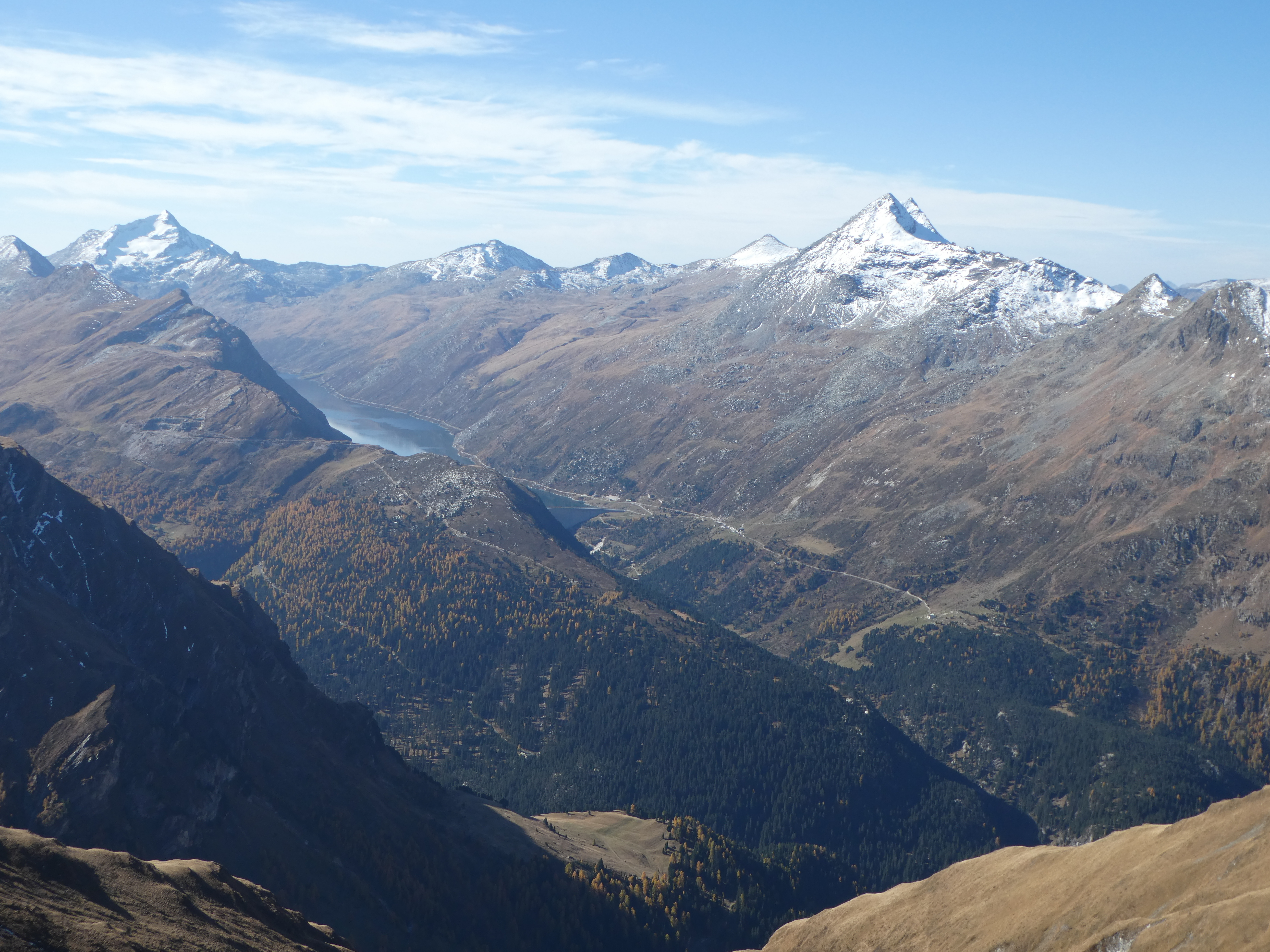
Sicht auf Lago di Lei, im Hintergrund unter anderem Pizzo Stella und Piz Timun.